# Воловица (Закарпатская область)
Воловица (укр. Воловиця) — село в Каменской сельской общине Береговского района Закарпатской области Украины.
Население по переписи 2001 года составляло 249 человек. Почтовый индекс — 90126. Телефонный код — 3144. Занимает площадь 2,0 км². Код КОАТУУ — 2121984803.